# Chemy
Chemy is een gemeente in het Franse Noorderdepartement in de regio Hauts-de-France en telt 672 inwoners (1999). De plaats maakt deel uit van het arrondissement Rijsel.

## Geografie
De oppervlakte van Chemy bedraagt 3,5 km², de bevolkingsdichtheid is 192,0 inwoners per km².
De onderstaande kaart toont de ligging van Chemy met de belangrijkste infrastructuur en aangrenzende gemeenten.

## Demografie
Onderstaande figuur toont het verloop van het inwonertal (bron: INSEE-tellingen).